# Нестор (Крыстев)
Епи́скоп Не́стор (в миру Никола́й Стефа́нов Кры́стев, болг. Николай Стефанов Кръстев; 29 мая 1925, Костенец, Софийская область — 14 марта 2013, Лопушанский монастырь, Монтанская область) — епископ Болгарской православной церкви, епископ Смолянский, викарий Ловчанской епархии. Автор многих статей и публикаций в церковной и светской печати, поэт.

## Биография
Его отец Стефан окончил коммерческую среднюю школу и стал чиновником, а его мать Райна была домохозяйкой. Никола не помнил своего отца, который умер, когда ему было всего год. Его мать осталась вдовой с тремя пасынками и начала работать на спичечной фабрике в Костенце, но в 1932 году она тяжело заболела и умерла. Три круглых сироты воспитывась их родственниками и близкими. Горькими были их детство и юность. Никола был воспитан у деда Крыстю в Долна-Бане, где окончил начальное образование с отличием.
В 1940 году в качестве стипендиата митрополита Софийского Стефана (Шокова) поступил в Софийскую духовную семинарию, которую окончил в 1946 году и с сентября того же года был студентом Богословского факультета Софийского университета.
8 декабря 1946 года в Рыльском монастыре архимандритом Каллистратом был пострижен в монашество с именем Нестор под духовное наставничество архимандрита Варлаама. 3 августа 1947 года в монастырском кафоликоне Рождества Богородицы митрополитом Неврокопским Борисом (Разумовым) был рукоположен в сан иеродиакона.
После окончания учебы в 1950 году до 1962 года служил в Тырновской митрополии епархиальным проповедником, митрополичьим диаконом, библиотекарем и протосинкеллом. 28 августа 1956 года был рукоположен в сан иеромонаха, а 4 января 1959 года, по решению Священного Синода, был возведён в достоинство архимандрита митрополитом Тырновским Софронием (Чавдаровым).
С осени 1962 по 1964 год обучался в Московской духовной академии.
После возвращения в Болгарию с 1964 года по 1967 год был учителем-педагогом в Софийской духовной семинарии, а с 1968 года по 1971 год был настоятелем храма-памятника Рождества Христова над селом Шипка.
С 1 августа 1971 года по 15 декабря 1972 года был настоятелем Рыльского монастыря.
С 1972 по 1976 года был настоятелем болгарского подворья при храме Успения Пресвятой Богородицы в Москве.
Магистр богословия («Вековые связи болгарского Рыльского монастыря с Россией»). Защита состоялась 27 октября 1975 года в Московской духовной академии.
С 1 января 1977 года по 6 августа 1977 года был протосинкеллом Пловдивской митрополии.
С конца 1977 года по 1981 год был научным сотрудником в недавно открывшемся Центральном историческом и архивном институте при Священном Синоде.
6 декабря 1980 года в Патриаршем храме-памятнике святого Александра Невского в Софии был рукоположен в титулярного епископа Смолянского.
С 1981 года по 30 июня 1985 года епископ Нестор был настоятелем Бачковского монастыря. С 1 июля 1985 года по 30 июня 1988 года был настоятелем Рильского монастыря.
В 1988—1991 годы был викарием митрополита Доростольского и Червенского Софрония (Чавдарова).
С 20 декабря 1991 года по 1 ноября 1998 года был настоятелем Троянского монастыря.
Был одним из шести митрополитов и трёх епископов, которие провозгласили патриаршие выборы 1971 года незаконными, а патриарха Максима — нелегитимным и низложенным и 18 мая 1992 года образовали т.н. Альтернативный синод, но епископ Нестор быстро передумал, и сразу возвратился в подчинение патриарху Максиму, а поскольку митрополит Старозагрский Панкратий (Дончев) остался в этом синоде, то епископу Нестору было поручено в 1992—1993 годах временное управление Старозагорской епархией. С самого начала этого раскола начал собирать материалы о его развитии и преодолении. Он надеялся, что кто-то проявит интерес и опубликует этот огромный сборник достоверных сведений о расколе, но он так и остался в рукописи
С 1 ноября 1998 года по декабрь 2000 года был викарием митрополита Ловчанского. С декабря 2000 по 8 февраля 2001 года — местоблюститель Ловчанской епархии.
Вследствие ухудшения зрения, с 1 марта 2001 года епископ Нестор вышел на покой и поселился в Лопушанском монастыре.
29 мая 2010 года ему исполнилось 85 лет, и как отмечал в связи с эти официальный сайт Болгарской православной церкви: «Несмотря на преклонный возраст и плохое самочувствие, епископ Нестор с неослабевающей энергией следит и участвует в жизни Болгарской православной церкви, неустанно служа и проповедуя Слово Божье. Он также не оставляет своих научных занятий и литературной деятельности».
Скончался рано утром 14 марта 2013 года в Лопушанском монастыре после краткой болезни. 15 марта в храме Иоанна Крестителя в том же монастыре монастыре состоялось его отпевание, которое возглавил митрополит Видинский Дометиан (Топузлиев) в сослужении епископа Величского Сиония и клириков Видинской, Софийской, Русенской и Ловчанской епархий.

## Публикации
- Къпиновският манастир // Духовна култура. 1962. — Кн. 10. — С. 26-30;
- Новый епископ Болгарской Православной Церкви // Журнал Московской Патриархии. М., 1963. — № 3. — C. 36.
- Юбилейные торжества в честь Паисия Хилендарского в Болгарии // Журнал Московской Патриархии. М., 1963. — № 5. — C. 40-42.
- Преподобный Феодосий Тырновский и его ученики (к 600-летию со дня кончины) // Журнал Московской Патриархии. М., 1963. — № 7. — C. 49-53.
- Празднование юбилея Московской духовной академии в Софийской духовной академии // Журнал Московской Патриархии. М., 1965. — № 1. — C. 60.
- 25-летие Болгарского подворья в Москве // Журнал Московской Патриархии. М., 1973. — № 12. — C. 50-51.
- Новый настоятель Русского подворья в Софии [протоиерей Аркадий Тыщук] // Журнал Московской Патриархии. М., 1974. — № 3. — C. 49.
- Визит Святейшего Патриарха Болгарского Максима Предстоятелям Грузинской и Армянской Церквей // Журнал Московской Патриархии. М., 1974. — № 8. — C. 60-62.
- Архиереи Болгарской Церкви — воспитанники русских духовных школ в прошлом и настоящем // Журнал Московской Патриархии. М., 1974. — № 9. — C. 54-55.
- Почитание преподобного Иоанна Рыльского в Русской земле // Журнал Московской Патриархии. М., 1975. — № 2. — C. 53-55.
- Святитель Евфимий, Патриарх Тырновский (к 600-летию восшествия его на Болгарский патриарший престол) // Журнал Московской Патриархии. М., 1975. — № 9. — C. 37-39.
- Новый настоятель Русского подворья в Софии [игумен Никита (Якерович)] // Журнал Московской Патриархии. М., 1976. — № 1. — C. 47-48.
- Апрельское восстание в Болгарии в 1876 году // Журнал Московской Патриархии. М., 1976. — № 5. — C. 42-44.
- Преподобный Иоанн Рыльский (876—1976) // Журнал Московской Патриархии. М., 1976. — № 8. — C. 38-42.
- Храмове посветени на св. Иван Рилски в Русия // Духовна култура. 1977. — Кн. 11. — С. 11-19
- Самарское знамя — залог любви России к болгарскому народу // Журнал Московской Патриархии. М., 1977. — № 12. — C. 45-47.
- Преподобная Параскева-Петка и ее почитание в Русской земле // Журнал Московской Патриархии. М., 1979. — № 3. — C. 47-48.
- Търновската патриаршия // Българската патриаршия през вековете. — София: Синодално издателство 1980. — С. 16-21
- Бачковский монастырь в Болгарии (к 900-летию со времени основания) // Журнал Московской Патриархии. М., 1983. — № 12. — С. 46-49.
- Разпространение на култа към св. Климент Охридски и на книжовно му дело в Руска земя // Известия на църковноисторически и архивни институт. 1984. — № 2. — С. 246—250
- Поглед върху Скилицовото житие на св. Иван Рилски // Духовна култура, 1987. — Кн. 12. — С. 7-12
- Сръбски църковни подвория в Москва и почитане на св. Сава, архиепископ Сръбски, в Русия // Духовна култура. 2002. — № 11. — С. 29-30.
- Образован инок ли е бил св. Иоан Рилски // Духовна култура, 2003. — № 1. — С. 9-10.
- Защо целуваме лявата, а не дясната ръка на св. Иоан Рилски // Духовна култура, 2003. — № 3. — С. 13-16.
- Опит за локализиране на Бакуриановата гробница // Духовна култура, 2003. — № 5. — С. 24-26
- Кога е починал свети Иоан Рилски : По житийни повести и летописни известия // Духовна култура, 2003. — № 8. — С. 1-6.
- За името на свети Иоан Рилски в месецослова на Галицкото евангелие // Духовна култура, 2005. — № 10. — С. 5-7.